# 州間高速道路25号線

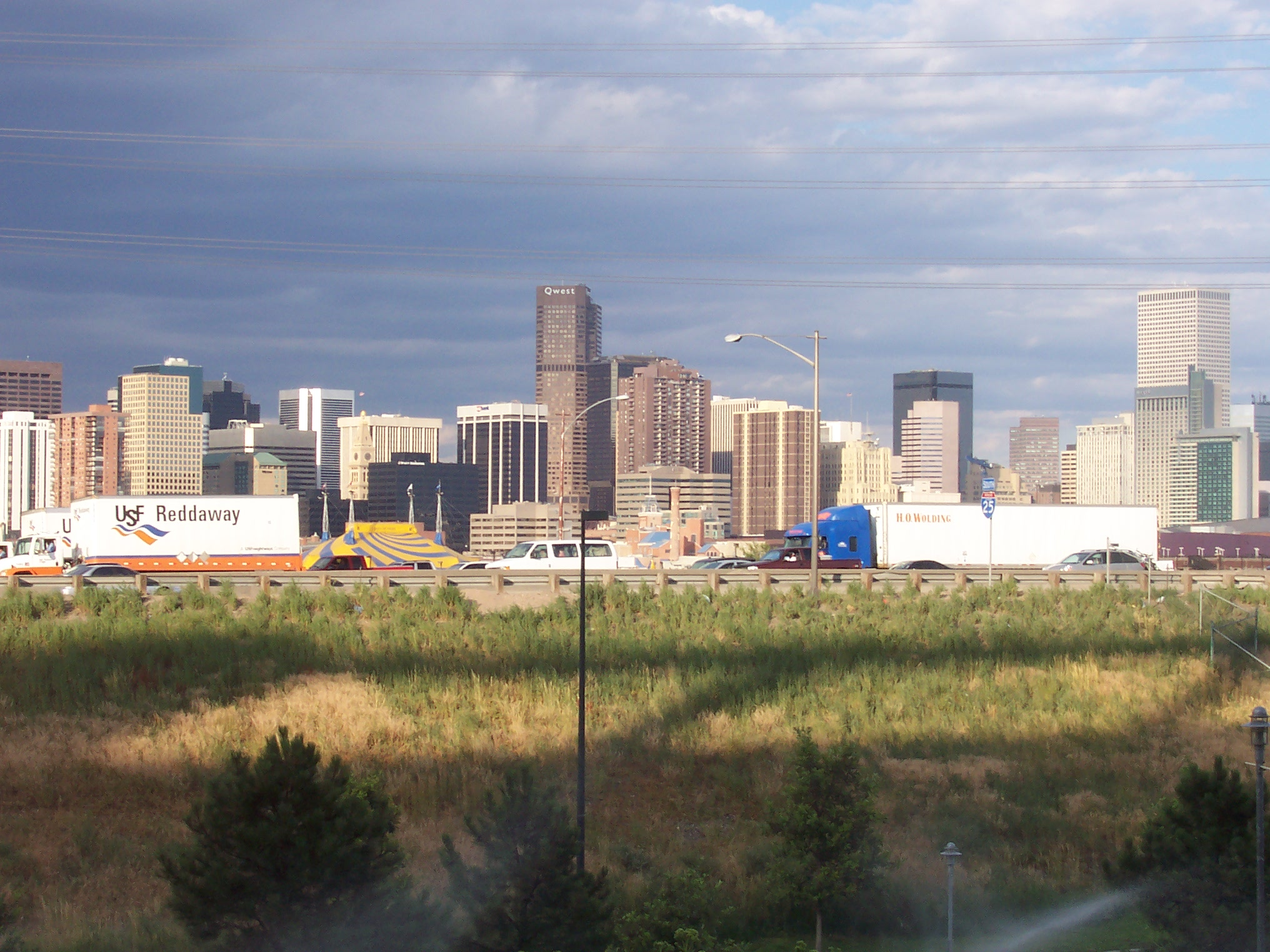
ラッシュアワーのデンバー都心部での州間高速道路25号線

州間高速道路25号線（しゅうかんこうそくどうろ25ごうせん, 英語: Interstate 25; I-25）とは、アメリカ合衆国西部の州間高速道路である。奇数番号が指し示す通り基本的に南北に走る高速道路である。ニューメキシコ州ラスクルーセス（テキサス州エルパソの北でそれほど遠くない）で州間高速道路10号線から分岐してワイオミング州バッファロー（モンタナ州境の南でそれほど遠くない）で州間高速道路90号線に合流する。
ワイオミング州、コロラド州、およびニューメキシコ州の南北に通る主要な高速道路で、ワイオミング州キャスパー、シャイアン、コロラド州フォートコリンズ、デンバー、コロラドスプリングス、プエブロ、ニューメキシコ州サンタフェ、アルバカーキ、ソコロ、およびラスクルーセスを通過する。都市回廊はコロラド州およびニューメキシコ州で多少形成されているが、州間高速道路5号線、州間高速度道路75号線および州間高速道路95号線のように長く広くは形成されていない。コロラド州ではロッキー山脈のフロントレンジ東側を通過しており、近年大規模な改築をしており、デンバーではT-REX（TRansportation EXpansion）、コロラドスプリングスではCOSMIX（Colorado Springs Metropolitan Interstate Expansion）と呼ばれている。 元来不適切に設計・建築されたことや、デンバー、コロラド・スプリングズ、およびアルバカーキのような都市部が、50 年代・60年代に予想したよりも早く人口が3倍・4倍になったため、これらの計画とニューメキシコ州でのその他の計画が必要になった。T-REXプロジェクトの主要な工事は2006年8月22日に終わった。COSMIXプロジェクトは2007年12月に完成した。いくつかの他の小さな改良計画がコロラド州とニューメキシコ州にて依然として進行中である。

## ルート説明
|                  | mi     | km     |
| ---------------- | ------ | ------ |
| ニューメキシコ州 | 462.12 | 744.15 |
| コロラド州       | 305.04 | 490.91 |
| ワイオミング州   | 300.95 | 484.62 |

### ニューメキシコ州
起点はラスクルーセスの州間高速道路10号線144番インターチェンジである。直ちに、国道70号線のためのものを含めて、3つの出口が都市へのアクセスする。これを過ぎたのちアルバカーキまでの街道沿いには主要都市がない。途中のトゥルース・オア・コンシクエンシーズに達するとエレファント・ビュート・リサーバ州立公園と平行する。
アルバカーキに近づくと、国道380号線と国道60号線が重複する。より近づいてロスルナスで以前の国道66号線であるニューメキシコ州道6号と交わる。アルバカーキに入ると州間高速道路40号線との大規模なインターチェンジとともに市街への出口が頻繁にある。Big Iと名付けられた州間高速道路40号線とのインターチェンジは、2002年の都市高速道路デザインの優秀さのために米国運輸省と連邦高速道路管理局によって選外佳作を与えられた。
アルバカーキを過ぎると、進路を東西方向を変えサンタフェに至る。その進路方向はラスベガス付近まで続きそれ以後通常の南北方向に戻る。このように路線は敷設され、ニューメキシコ州を去りコロラド州に入る。

### コロラド州
州内の大きな都市で当路線は、様々なニックネームがつけられている。デンバー市ではバレー・ハイウェイ (Valley Highway)、エルパソ郡ではロナルド・レーガン・ハイウェイ (Ronald Reagan Highway) そしてプエブロ市ではジョン・F・ケネディ・ハイウェイと呼ばれている。
トリニダード市の南23km（14マイル）の地点でコロラド州に入り、コロラド州を480km（300マイル）に及ぶ南北に縦断する主要なルートである。高速道路はシャイアンの南約13km（8マイル）の地点でコロラド州北境を抜ける。デンバー、コロラド・スプリングズ、プエブロ、フォート・コリンズ、およびグリーリーなどのロッキー山脈の東にあるコロラド州のすべての主要な都市を通過する。北から南までのコロラド州のほとんどの場所で、ロッキー山脈がはっきりと見える。
沿線にはバックリー空軍基地、NORADシャイアン山本部、フォート・カーソン、ピーターソン空軍基地、空軍士官学校、およびフランシス・E・ウォレン空軍基地など、重要な軍事施設がある。

### ワイオミング州
州都シャイアンの南13km（8マイル）の地点でワイオミング州に入る。シャイアン通過後、進路は北に続き多くの高原と線路を通過しダグラスに至る。通常、非常に長い列車がこのハイウェイのそばでゆっくりと動いているのを見ることができる。ダグラス付近でキャスパーに向け多少進路を西に曲げる。キャスパーを通過したら進路を北に変えバッファローまで行き州間高速道路90号線とのインターチェンジで当路線は終わる。そして、州間高速道路90号線は、モンタナ州まで続いている。

## 歴史
ニューメキシコ州のRomerovilleとロスルナスとの区間は元国道66号線の旧道（新道はサンタローザから真西に短縮するため再編され、現在は州間高速道路40号線に取り換えられている）の線形を忠実に受け継いでいる。

## 主な接続路線
- 州間高速道路10号線（ニューメキシコ州ラスクルーセス）
- 国道60号線（ニューメキシコ州ソコロ）
- 州間高速道路40号線（ニューメキシコ州アルバカーキ）
- 国道50号線（コロラド州プエブロ）
- 有料道路E-470およびコロラド州道470号線（コロラド州ローンツリー）
- 州間高速道路225号線（コロラド州デンバー）
- 州間高速道路70号線（コロラド州デンバー）
- 州間高速道路76号線（コロラド州ウェルビー）
- 州間高速道路270号線（コロラド州ウェルビー）
- ノースウェスト・パークウェイおよび有料道路E-470（コロラド州ブルームフィールド）
- 州間高速道路80号線（ワイオミング州シャイアン）
- 州間高速道路90号線（ワイオミング州バッファロー）

## 支線
- 州間高速道路225号線